# اندیس گردنه اولنگ سیر
گردنه اولنگ سیر یک اندیس فلزی است که در حوالی روستای باشتین استان خراسان قرار دارد و مادهٔ معدنی موجود در آن، مس است.سنگ میزبان این اندیس ولکانیک است  در این اندیس، پاراژنز‌های پیریت، هماتیت یافت می‌شوند.